# The
The (‎i‎/ðə, ðiː/‎) یک حرف تعریف دستوری در زبان انگلیسی است که به اشخاص یا چیزهایی اشاره می‌کند که قبلاً ذکر شده، مورد بحث قرار گرفته، یا به‌طور ضمنی یا فرضی برای شنونده، خواننده یا گوینده آشنا است. این حرف، یک به عنوان یک حرف تعریف در انگلیسی شناخته میشود. The رایج ترین کلمه استفاده شده در زبان انگلیسی است به طوریکه براساس مطالعات و تجزیه و تحلیل متون، هفت درصد از کل کلمات چاپ شده در زبان انگلیسی را شامل میشود. این از مقالات جنسیتی در انگلیسی قدیم مشتق شده‌است که در انگلیسی میانه ترکیب شده و اکنون یک شکل واحد دارد که با ضمایر هر جنسیت استفاده می‌شود.  این کلمه را می‌توان با اسم مفرد و جمع و با اسمی که با هر حرفی شروع می‌شود استفاده کرد. The با بسیاری از زبان‌های دیگر متفاوت است، که اشکال متفاوتی از حرف تعریف برای جنسیت‌ها یا اعداد مختلف دارند.

## تلفظ
گاهی کلمه "the" به صورت /ðiː/ با تاکید تلفظ می‌شود تا بر منحصر به فرد بودن چیزی تاکید کند: "he is the expert" یعنی او واقعا متخصص است و  نه فقط "یک" متخصص در زمینه ای.